# جان انجلز
جان انجلز (بالفرنسية: Jan Engels)‏ ولد بتاريخ 11 مايو 1922 في بلجيكا، وتوفي في 17 أبريل 1972 في بلجيكا، كان دراج بلجيكي في صنف سباق الدراجات على الطريق.

## وصلات خارجية
- الموقع الرسمي

## روابط خارجية
- جان انجلز على موقع أرشيف الدراجات (الإنجليزية)
- جان انجلز على موقع إحصائيات الدراجات الإحترافية (الإنجليزية)